# ستانسلاس جويار
ستانسلاس جْوِيَّار (بالفرنسية: Stanislas Guyard)‏ ( 1262 - 1301 هـ / 1846 - 1884 م ) هو مستشرق فرنسي. مات منتحراً.

## عمله
دَرَّس العربيَّة والفارسيَّة في معهد فرنسا، وفي معهد الدراسات العُليا منذ أن أنشأه فيكتور دبري، كما عُني باللغتين السنسكريتية، والآشوريَّة. عمل أميناً لمكتبة الجمعية الآسيوية وأميناً مساعداً لهذه الجمعية. ولَهُ تنقيبات في العاديات الآشوريَّة. طُبِعت محاضراته عن الثّقافة الإسلاميَّة على نفقة لاروس. أتمَّ تحقيق جُغرافيَّة أبي الفداء (1883).

## من آثاره
- «بحث عن صياغة جمع التكسير في اللغة العربية»
- «بحث في صلاح الدين» باريس، 1870.
- «رسالة في القضاء والقدر للسمرقندي» مع ترجمة للفرنسية، باريس، 1873 (ثمَّ أعاد طبعها عام 1875، ونشر المتن العربي عام 1879).
- «نظرية جديدة في العروض العربي»
- بالفرنسية «محاضرات عن الحضارة الإسلامية»
- بالعربية «فتوى ابن تيمية في النصيرية» مع ترجمة للفرنسية، 1872.
- «نُصوص في مذهب الإسماعيليَّة» متن وترجمة إلى الفرنسيَّة مع حواشٍ، باريس، 1874.
- أعدَّ تاريخ الطَّبري للنّشر وحال انتحارُه دون إصداره.
- نشر ديوان بهاء الدّين زُهير المصري، 1883.